# نحميا بيرسوف
نحميا بيرسوف (بالعبرية:נחמיה פרסוף) (بالإنجليزية:Nehemiah Persoff) ، ممثل إسرائيلي مشهور، من مواليد 2 أغسطس 1919 في فلسطين ، نقل عائلة بيرسوف إلى الولايات المتحدة سنة 1929 ، وبعد الحرب العالمية الثانية عاد نحميا إلى فلسطين سنة 1947 ، وذلك بعد انسحاب الجيش البريطاني، وعمل ممثلا إذاعيا، ومن ثم بدأ مهنته كممثل عام 1952م.

## وصلات خارجية
- نحميا بيرسوف على موقع IMDb (الإنجليزية)
- نحميا بيرسوف على موقع روتن توميتوز (الإنجليزية)
- نحميا بيرسوف على موقع ألو سيني (الفرنسية)
- نحميا بيرسوف على موقع ميوزك برينز (الإنجليزية)
- نحميا بيرسوف على موقع تيرنر كلاسيك موفيز (الإنجليزية)
- نحميا بيرسوف على موقع أول موفي (الإنجليزية)
- نحميا بيرسوف على موقع قاعدة بيانات برودواي على الإنترنت (الإنجليزية)
- نحميا بيرسوف على موقع قاعدة بيانات الأفلام السويدية (السويدية)
- نحميا بيرسوف على موقع إن إن دي بي (الإنجليزية)
- نحميا بيرسوف على موقع ديسكوغز (الإنجليزية)